# Michael Schachermayr
Michael Schachermayr (* 2. Dezember 1994) ist ein österreichischer American-Football-Spieler auf der Position des Wide Receivers.

## Werdegang
Schachermayr begann 2016 während seines Studiums an der Medizinischen Universität Graz bei den Graz Giants mit dem American Football. In seiner Premierensaison gewann er mit den Giants den internationalen CEFL Bowl. Zur Saison 2018 der Austrian Football League (AFL) wechselte er zu den Steelsharks Traun in seine oberösterreichische Heimat. Im März 2021 wurde Schachermayr erstmals zu einem Camp der österreichischen Nationalmannschaft eingeladen.
Mit 1363 Receiving Yards für neun Touchdowns in zehn AFL-Spielen war Schachermayr in der Saison 2022 nicht nur Leistungsträger der Sharks, sondern führte auch die AFL in gefangenen Yards an. Anschließend wurde er vor der fünften Spielwoche der European League of Football (ELF) von den Vienna Vikings um Head Coach Chris Calaycay verpflichtet. Im Heimspiel gegen die Barcelona Dragons erzielte er seinen ersten Touchdown in der ELF. Mit den Vikings erreichte er das Finale in Klagenfurt, das gegen die Hamburg Sea Devils mit 27:15 gewonnen wurde. Im Oktober 2022 nahm Schachermayr für Österreich an der Gruppenphase der Europameisterschaft 2023 teil. Ende Januar 2023 gaben die Vikings die Verlängerung mit Schachermayr um eine weitere Saison bekannt.

## Statistiken
| Jahr                                   | Team           | Spiele | Starts | Receiving | Receiving | Receiving | Receiving | Receiving | Receiving |
| Jahr                                   | Team           | Spiele | Starts | Rec       | Tgt       | Yds       | Avg       | TD        | Lng       |
| -------------------------------------- | -------------- | ------ | ------ | --------- | --------- | --------- | --------- | --------- | --------- |
| European League of Football            |                |        |        |           |           |           |           |           |           |
| 2022                                   | Vienna Vikings | 7      | 0      | 4         | 9         | 77        | 19,3      | 1         | 39        |
| ELF Gesamt                             | ELF Gesamt     | 7      | 0      | 4         | 9         | 77        | 19,3      | 1         | 39        |
| Quellen: stats.europeanleague.football |                |        |        |           |           |           |           |           |           |